# Lista de cursos de água do Distrito de Portalegre
Esta é uma lista completa de cursos de água do Distrito de Portalegre segundo o Instituto Geográfico do Exército.

## A
- Ribeiro da Abessaria
- Barranco de Abegoaria
- Ribeira do Abreu
- Ribeira Abrilongo
- Ribeiro Abrilongo
- Ribeira da Água de Banhos
- Ribeira da Água Negra
- Ribeira das Águas
- Ribeira de Águas de Banhos
- Ribeira das Águas do Moreno
- Ribeira das Águas Férreas
- Ribeira da Água Zorra
- Barranca dos Agudinhos
- Ribeira da Aguinha
- Ribeira da Agulha
- Ribeiro do Álamo
- Ribeiro de Alcarapinha
- Ribeira de Alcorrego
- Ribeira de Alcôrrego
- Ribeira de Alcôrregos
- Ribeira de Alfeijós
- Ribeira de Alfeirões
- Ribeira da Alferreira
- Ribeira da Alferreira Pequena
- Ribeira de Alferreira Pequena
- Ribeira de Alferreireira
- Ribeira de Algale Algalé
- Ribeiro da Algaravanha
- Ribeiro das Alvarianas
- Ribeiro da Alvarinha
- Ribeira de Almadafe
- Ribeira do Almadafe
- Ribeira dos Almentolios
- Ribeira do Almo
- Ribeiro de Almojanda
- Ribeira de Almuro
- Ribeira do Almuro
- Ribeira de Alter
- Ribeiro do Alto de Esparregueira
- Ribeiro do Alto do Poço
- Ribeiro do Alto dos Rabichos
- Ribeira de Alvisquer
- Ribeira da Ameixoeira
- Ribeiro da Amendoeira
- Ribeira da Amieira
- Ribeira da Amieira Cova
- Amieiral
- Ribeira da Amoreira
- Ribeira da Amoreirinha
- Ribeira de Ana Loura
- Ribeira do Andreu
- Ribeiro da Areia
- Ribeiro de Arez
- Ribeira das Argamassas
- Ribeiro do Arieiro
- Ribeira do Arneiro
- Ribeira dos Arneiros
- Ribeiro Arrão
- Ribeiro do Arrão
- Ribeira do Arrepiado ou Ribeira da Capelinha
- Ribeira de Arronches
- Ribeira da Asseca
- Ribeira de Assumar
- Ribeiro da Atalaia
- Ribeiro do Avelão
- Barranca da Azenha
- Ribeira do Azinhal
- Ribeiro do Azinhal

## B
- Ribeira do Bacro
- Ribeiro do Baldio
- Ribeira de Banamar
- Ribeira de Baracins
- Ribeiro de Barbacena
- Vale de Barbeiros
- Ribeira da Barrada
- Ribeiro das Barradas
- Ribeiro das Barradinhas
- Ribeiro do Barrambau
- Ribeira das Barrocas
- Ribeiro das Barrocas
- Ribeiro da Barroqueira
- Ribeiro do Barroso
- Ribeiro do Bebedouro
- Ribeiro do Beco
- Ribeira de Belver
- Ribeira de Besteiros
- Ribeiro da Bexiga
- Ribeira da Bexigueira
- Ribeiro da Bouzieira
- Ribeiro do Braçal
- Ribeiro do Brejo
- Ribeira do Bringelo

## C
- Ribeiro da Cabaça
- Ribeiro da Cabeça Cimeira
- Barranca das Cabeças
- Ribeira de Cabril
- Ribeira da Cabroeira
- Ribeira dos Cães
- Ribeiro do Caga-no-Ninho
- Rio Caia
- Ribeiro do caio
- Ribeiro da Calçadinha
- Ribeiro das Caldeiras
- Ribeira do Caldeirão
- Ribeiro dos Caldeireiros
- Ribeira da Caleira
- Ribeira do Caminho de Nisa
- Ribeiro do Campino
- Ribeira da Camuja
- Ribeira dos Canais
- Barranca das Canas
- Ribeira de Canas
- Ribeiro das Canavolas
- Ribeiro do Can-Cão
- Ribeiro do Canção
- Ribeira da Cancela (Portalegre)
- Ribeiro do Caneirão
- Ribeira da Caniceira
- Ribeiro da Caniceira
- Ribeiro do Cantarinho
- Ribeira da Capelinha ou Ribeira do Arrepiado
- Ribeiro do Carapeteiro
- Ribeira de Carapeto
- Ribeiro do Caroço
- Ribeira de Carramoia
- Ribeiro do Carrão
- Ribeira do Carrascal
- Ribeira do Carregal
- Ribeiro do Carregal
- Ribeira da Carreira
- Ribeira da Carrilha
- Ribeira da Carvalheira
- Ribeiro do Carvalheiro
- Ribeira do Carvalho
- Ribeiro do Carvalho
- Barroca dos Carvalhos
- Ribeira da Casa Velha (Portalegre)
- Ribeiro das Casas
- Ribeiro do Casco
- Ribeiro do Castelo
- Ribeira da Catela
- Ribeira de Cavalinha
- Ribeira do Ceto
- Ribeiro dos Cevados
- Ribeiro de Cevedais
- Ribeiro da Chafariz
- Cova da Chã Fernandes
- Ribeira da Chaminé
- Ribeiro da Chaminé
- Ribeira da Chamorra
- Ribeiro da Chamorra
- Ribeira de Chaves
- Ribeiro de Chaves
- Ribeira do Chaves
- Barroca do Chefe
- Ribeiro do Chocanal
- Barranco das Chocas
- Ribeiro dos Chopos
- Ribeiro do Cimodeiro
- Barroca do Clemente
- Ribeira de Cogulo
- Ribeira do Coguloo
- Ribeiro dos Coitos
- Ribeira de Cojanças
- Ribeiro das Colmeias
- Ribeira da Colónia
- Ribeira da Conceição (Portalegre)
- Ribeiro do Concelho
- Ribeira da Contenda
- Ribeira do Cornado
- Correntinho (Portalegre)
- Ribeira do Cortiço
- Ribeiro do Cortiço
- Ribeiro dos Cortiços
- Ribeira da Cortina
- Ribeira da Coutada
- Ribeiro da Coutada
- Ribeiro do Covão do Lobo
- Ribeiro das Covetas
- Ribeiro das Cuvetas
- Ribeira do Cubo
- Ribeiro Curral Maduro

## D
- Ribeira da Defesa
- Ribeiro da Defesa
- Ribeiro das Defesinhas
- Ribeira do Domingão
- Ribeira dos Duques
- Ribeira da Dúvida

## E
- Ribeira de Eira
- Ribeira da Enfermaria
- Ribeiro das Enfermarias
- Barranco do Enxara
- Ribeiro da Enxara
- Ribeira de Erra
- Barroca da Ervideira
- Ribeiro de Escravides
- Ribeira das Espadas
- Ribeira da Espadaneira
- Ribeiro das Espanholas
- Ribeiro do Espinheiro
- Ribeira da Estação
- Ribeiro da Estalagem
- Estanquinho
- Ribeiro das Estercadas
- Ribeiro da Extrema da Torre

## F
- Ribeira da Fadagosa
- Ribeiro do Faimaz
- Barroca da Falagueira
- Ribeira da Falagueira
- Ribeiro do Falcão
- Ribeira da Farizoa
- Ribeira da Fedorenta
- Fernão Paceiro
- Ribeiro de Ferrafonso
- Ribeiro da Ferraria
- Ribeiro das Ferrarias
- Ribeiro das Ferreirinhas
- Ribeira Ferrenha
- Ribeira do Ficalho
- Ribeiro de Ficalho
- Ribeira das Figueiras
- Ribeiro das Figueiras
- Ribeiro Figueiras Doidas ou Ribeiro Feio
- Ribeira de Figueiró
- Ribeira de Fivenro
- Ribeiro Folha das Fontes
- Ribeira da Folha Grande
- Ribeiro da Folhinha
- Ribeiro das Fontainhas
- Ribeiro da Fonte
- Ribeiro de Fonte Branca
- Ribeiro da Fonte da Moura
- Ribeiro da Fonte da Velha
- Barroca da Fonte de Pau
- Ribeiro da Fonte do Barrocal
- Ribeiro da Fonte Ferreira
- Ribeiro da Fonte Paredes
- Ribeiro da Fonte Santa
- Ribeira da Fonte Tapada
- Barroca da Fonte Velha
- Ribeira de Fouvel
- Ribeiro de Fouvel
- Ribeiro dos Fradinhos
- Ribeiro das Fragas
- Ribeira do Fraguil
- Ribeira da Fragusta
- Ribeiro de Francos
- Ribeira do Freixo
- Ribeiro do Freixo

## G
- Ribeira do Gaião
- Ribeiro do Gaião
- Ribeiro do Gaio
- Ribeiro do Galego
- Ribeiro do Gamito
- Ribeiro das Gandelas
- Ribeiro Garro
- Ribeiro do Garro
- Ribeira do Gavião
- Barranco do Gil Vaz
- Ribeiro da Goiã
- Ribeira Grande (Portalegre)
- Ribeiro de Grou
- Rio Guadiana
- Ribeiro dos Guerros

## H
- Ribeiro da Horta
- Ribeiro da Horta do Sobral
- Ribeira da Horta Nova
- Ribeira das Hortas
- Ribeiro das Hortas
- Ribeira do Hospício

## J
- Barroca da Javarda
- Ribeiro do João Domingos
- Ribeiro do Joazão
- Ribeira da Jordana
- Ribeiro da Jordana
- Ribeira do Juncal

## L
- Ribeira da Lã
- Ribeiro da Ladareira
- Ribeiro de Ladrões
- Ribeiro dos Ladrões
- Ribeira da Lage
- Ribeiro da Lage
- Ribeiro do Lago
- Ribeira das Lajinhas
- Ribeiro das Lajinhas
- Ribeiro da Lameira
- Ribeiro do Lameirão
- Ribeiro das Lameiras
- Lameiras (Portalegre)
- Ribeira de Lapão
- Ribeiro do Latagão
- Ribeiro da Lebre
- Ribeira da Leça
- Ribeira do Leça
- Ribeira de Linhais
- Ribeira da Lixosa
- Ribeiro do Lobo
- Ribeira das Longas
- Ribeira de Longomel
- Barroca do Loureiro
- Ribeira de Lupe
- Ribeiro de Lupe

## M
- Ribeiro da Machadinha
- Ribeira da Macieira
- Ribeiro das Macieiras
- Ribeiro da Madalena
- Ribeira de Magre
- Barranco da Maia
- Ribeira da Maia
- Ribeiro das Malhadas
- Ribeira de Maltim
- Ribeira de Manguens
- Ribeiro de Manguens
- Ribeiro das Manilhas
- Ribeiro da Marateca
- Ribeira de Margem
- Ribeiro de Margem
- Ribeiro de Mariares
- Ribeiro do Marmeleiro
- Ribeira dos Marmeleiros
- Ribeiro da Martinca
- Ribeira de Marvão
- Ribeira de Marvila
- Ribeiro da Matadeira
- Ribeiro de Mata Mouros
- Ribeira da Matança
- Ribeiro de Mata Rapazes
- Ribeira do Mato do Rego
- Ribeira de Matos Frade
- Ribeiro do Mau Olho
- Vale das Meiras
- Ribeira do Meloeiro
- Regato do Menino
- Barroca da Merola
- Ribeira de Mértola
- Ribeiro do Mijareiro
- Ribeiro da Misericórdia
- Ribeira de Monforte
- Ribeira do Monte Altinho
- Ribeira do Monte Branco
- Ribeiro do Monte Branco
- Ribeira de Monte Claro
- Ribeira do Monte da Pedra
- Ribeiro do Monte do Campo
- Ribeira do Monte Meão
- Ribeira do Monte Novo
- Ribeiro dos Morenos
- Barranca do Morgado
- Ribeira de Mosqueiros
- Ribeiro dos Mosqueiros
- Ribeira dos Mudos
- Ribeira das Mulheres
- Ribeira de Mures
- Ribeira do Muro
- Ribeira da Murteira
- Ribeiro da Murteira

## N
- Ribeiro do Não-Vás-Lá
- Barroca da Nascente
- Barroca do Nascente
- Ribeira da Navalha
- Ribeira da Nave Fria
- Ribeiro de Negraxos
- Ribeiro Negro
- Ribeira de Nisa (ribeira) Niza???
- Ribeiro da Nogueira
- Barroca da Nora
- Ribeiro da Nora

## O
- Ribeira de Olivã
- Ribeira dos Olivais
- Barroca da Ordem
- Ribeiro da Ordem
- Ribeiro da Ouguela
- Ribeiro de Ouguela
- Ribeiro do Outeirão
- Ribeiro do Outeiro

## P
- Ribeira do Paço Branco
- Ribeira do Pai Anes
- Ribeiro de Pai-Anes
- Ribeira de Palhais
- Ribeiro de Palheiros
- Ribeira de Palma
- Ribeiro da Panasqueira
- Ribeiro do Papa Leite
- Barroco Papo da Rama
- Ribeiro da Parreira
- Ribeiro dos Pascoais
- Ribeira do Pau
- Ribeiro dos Pedregais
- Ribeiro da Pegacha
- Ribeira dos Pegos
- Ribeiro das Peles
- Ribeiro Pena de Água
- Ribeiro do Penedo da Moura
- Ribeira de Peniche
- Ribeiro do Peral
- Ribeiro da Pera Seca
- Ribeiro das Perdigôas
- Ribeiro das Perdigotos
- Ribeira da Pereira
- Ribeiro da Pereira
- Ribeiro das Pereiras
- Ribeiro do Pereiro
- Ribeiro Perlim
- Ribeiro de Perlim
- Pernadas
- Ribeiro das Pesqueirinhas
- Ribeiro do Pessegueiro
- Ribeira da Pestana
- Ribeiro do Peteto
- Ribeiro da Piçarra
- Ribeira do Pico
- Ribeira da Pimenta
- Ribeiro do Pinheiro
- Ribeiro do Poço
- Ribeiro do Poço do Castanheira
- Ribeiro de Poções
- Ribeiro do Poço Novo
- Ribeira do Polvorão
- Ribeira de Porto da Espada
- Ribeiro da Prata
- Ribeiro dos Prazeres
- Barroca do Prior
- Ribeiro da Provença

## Q
- Ribeiro das Quintas
- Ribeiro do Quixola

## R
- Ribeiro da Rabaça
- Ribeiro do Rabacinho
- Barroco do Rabão
- Ribeiro do Rascão
- Ribeiro do Rebolo
- Ribeiro da Referta
- Ribeira da Reforminha
- Ribeira da Represa
- Resquiada
- Ribeira de Revelhos
- Ribeira da Ria de Crasto
- Ribeirinha
- Ribeiro do Rico
- Ribeiro dos Ripados
- Ribeira das Roças
- Ribeira da Rocha
- Ribeiro da Rocha
- Ribeira do Rodo
- Ribeira de Rosquete
- Ribeiro do Ruivo

## S
- Ribeira dos Saberes
- Ribeiro da Sabrosa
- Barroca das Sabrosas
- Ribeiro dos Sabugueiros
- Ribeira da Safarde
- Ribeira das Safas
- Ribeira da Salgueira
- Ribeirinho do Salgueirinho
- Ribeiro do Salgueiro
- Ribeiro da Salvadeira
- Barranca do Salvador
- Ribeira do Salvador
- Ribeiro da Samarra
- Ribeiro de Sancha
- Ribeira de São Bartolomeu
- Ribeira de São Bento
- Ribeira de São João (ribeira)
- Ribeira de São Joãozinho
- Ribeira de São Julião
- Barranco de São Miguel
- Ribeiro de São Miguel
- Ribeira de São Pedro
- Ribeiro de São Rafael
- Ribeira de São Romão
- Ribeira de São Saturnino
- Ribeira de São Simão
- Ribeiro de São Tiago
- Ribeiro de Santa Eufémia
- Ribeira de Santa Margarida
- Ribeiro de Santo Amaro
- Ribeira de Santo André
- Ribeiro de Santo Antão
- Ribeiro de Santo António
- Ribeira de Santo António de Arez
- Ribeiro da Saraiva
- Barranco da Sardinha
- Ribeira da Sarrazola
- Ribeira de Sarrazola
- Ribeiro do Sarro
- Ribeira de Saturnino
- Ribeira da Seda
- Ribeira de Seda
- Ribeiro do Seixo do Barrocal
- Ribeiro da Selada
- Ribeira de Sepelheira
- Ribeiro dos Serieiros
- Ribeiro das Serpes
- Ribeiro da Serra do Bispo
- Rio Sever
- Ribeiro do Sine
- Ribeiro do Sobral
- Barranco da Soeira
- Ribeira de Sor
- Ribeira de Sousel
- Ribeira do Soverete

## T
- Ribeiro das Taipas
- Ribeiro do Tamboril
- Ribeiro da Tapada da Escrita
- Ribeiro do Tapadão
- Ribeiro das Tapadas
- Ribeiro da Teixinha
- Rio Tejo
- Ribeiro da Terra Branca
- Ribeiro do Terrujo
- Ribeira do Texugo
- Ribeira da Tinoca
- Ribeiro da Tinoca
- Ribeira Tira Calças
- Ribeira do Torrão
- Ribeira da Torre (ribeira em Portalegre)
- Ribeiro da Torre
- Barranco da Torre da Bolsa
- Ribeira da Torre de Onofre
- Ribeiro da Torre de Onofre
- Ribeiro da Torre do Frade
- Ribeiro da Torrinha

## V
- Ribeiro de Valbom
- Barranco do Vale
- Ribeiro do Vale
- Ribeiro Vale Couto
- Ribeiro de Vale Couvo
- Ribeira do Vale da Azinheira
- Ribeira do Vale da Bica
- Ribeiro do Vale da Carrasca
- Ribeiro do Vale da Esteva
- Ribeira do Vale da Fornalha
- Ribeiro do Vale da Guarda
- Ribeira do Vale da Nave
- Ribeiro do Vale da Pia
- Ribeiro do Vale da Poça
- Barranco do Vale das Águas
- Ribeiro do Vale das Águias
- Ribeiro do Vale das Meiras
- Ribeiro do Vale de Açor
- Ribeira de Vale de Boi
- Ribeira do Vale de Boi
- Ribeira do Vale de Cabras
- Ribeira de Vale de Carro
- Ribeira do Vale de Carvalho
- Ribeira do Vale de Colmeias
- Ribeiro de Vale de Cordeiros
- Ribeira do Vale de Entrudo
- Ribeiro do Vale de Ferreiros
- Ribeira do Vale de Freixo
- Ribeira de Vale de Galegas
- Ribeiro Vale de Maceiras
- Ribeiro do Vale de Magre
- Ribeiro de Vale de Marcos
- Ribeiro do Vale de Marvão
- Ribeiro do Vale de Milho
- Ribeiro de Vale de Mouro
- Ribeiro do Vale de Pais
- Ribeiro do Vale de Poejos
- Barranco do Vale de Rodelos
- Ribeira de Vale de Seda
- Ribeira de Vale de Zebro
- Ribeira do Vale do Bispo
- Ribeira de Vale do Cano
- Ribeira do Vale do Cano
- Ribeira do Vale do Carmo
- Ribeira do Vale do Castelo
- Ribeiro do Vale do Choupo
- Ribeira do Vale do Freixo
- Ribeiro Vale do Guardez
- Ribeiro do Vale do Penedo
- Ribeira de Vale do Peso
- Ribeiro do Vale do Porco
- Ribeira Vale Dornas
- Ribeira do Vale do Serrão
- Ribeira do Vale dos Meiras
- Ribeira do Vale Grande
- BArroca do Vale Louro
- Ribeira do Vale Morto
- Ribeiro de Valongo
- Ribeira do Valverde
- Ribeiro de Valverde
- Ribeira de Varche
- Ribeiro de Varche
- Ribeira da Várzea
- Ribeiro da Velada
- Ribeiro das Veladas
- Ribeira Velha
- Ribeiro do Velho
- Ribeiro das Velhas
- Ribeira da Venda
- Ribeira da Ventosa
- Ribeiro da Ventosa
- Ribeira do Verdigão
- Ribeira da Vide
- Ribeira de Vide
- Barroca da Videira
- Ribeira do Vidigão
- Ribeiro de Vila Boim
- Ribeiro de Vila Cova
- Vale de Vilão
- Ribeiro de Vilar da Mó
- Barroca da Vinha
- Ribeira das Vinhas
- Ribeiro das Vinhas

## X
- Ribeiro de Xévora
- Rio Xévora

## Z
- Ribeira do Zambujinho
- Ribeira do Zambujo
- Ribeira do Zavel
- Ribeiro do Zavel
- Ribeira de Zêzere
- Ribeiro do Zorro